# جک بندر
جک بندر (انگلیسی: Jack Bender؛ زادهٔ ۲۵ سپتامبر ۱۹۴۹) یک کارگردان اهل ایالات متحده آمریکا است. وی از سال ۱۹۷۱ میلادی تاکنون مشغول فعالیت بوده‌است.
او در فیلم میمون زرنگ بازی کرده‌است.